# Понтони (Кјети)
Понтони (итал. Pontoni) је насеље у Италији у округу Кјети, региону Абруцо.
Према процени из 2011. у насељу је живело 35 становника. Насеље се налази на надморској висини од 122 м.